# 歪思漢高原鰍
歪思漢高原鰍（學名：Triplophysa waisihani）為輻鰭魚綱鯉形目條鰍科高原鰍屬的其中一種。分布於亞洲中國新疆伊犁河支流流域，本魚體延長呈圓柱狀，口下位，觸鬚3對，體側灰色，腹面稍淺；腹部黃白色。背前區有6-7條棕色橫條，身體的背後區有5-6條。在側線上方和正下方區域的側面有許多斑點。沿側線延伸的縱向淡黃色條紋，體長可達14公分，棲息在溪流底層水域，繁殖期在6月，生活習性不明。

## 扩展阅读
維基物種上的相關：歪思漢高原鰍